# Nyctemera reducta
Nyctemera reducta là một loài bướm đêm thuộc phân họ Arctiinae, họ Erebidae.